# Garfield (Texas)
Garfield és una concentració de població designada pel cens dels Estats Units a l'estat de Texas. Segons el cens del 2000 tenia 1.660 habitants.

## Demografia
Segons el cens del 2000, Garfield tenia 1.660 habitants, 550 habitatges, i 421 famílies. La densitat de població era de 46,9 habitants per km².
Dels 550 habitatges en un 37,8% hi vivien nens de menys de 18 anys, en un 55,8% hi vivien parelles casades, en un 14% dones solteres, i en un 23,3% no eren unitats familiars. En el 15,8% dels habitatges hi vivien persones soles el 6,4% de les quals corresponia a persones de 65 anys o més que vivien soles. El nombre mitjà de persones vivint en cada habitatge era de 3,02 i el nombre mitjà de persones que vivien en cada família era de 3,36.
Per edats la població es repartia de la següent manera: un 30,2% tenia menys de 18 anys, un 9% entre 18 i 24, un 27,8% entre 25 i 44, un 24,3% de 45 a 60 i un 8,7% 65 anys o més.
L'edat mediana era de 33 anys. Per cada 100 dones de 18 o més anys hi havia 111,3 homes.
La renda mediana per habitatge era de 48.618 $ i la renda mediana per família de 53.558 $. Els homes tenien una renda mediana de 30.125 $ mentre que les dones 25.074 $. La renda per capita de la població era de 24.957 $. Aproximadament el 9,5% de les famílies i el 13,4% de la població estaven per davall del llindar de pobresa.

## Poblacions més properes
El següent diagrama mostra les poblacions més properes.